# Quadrifoli (corba)
El quadrifoli

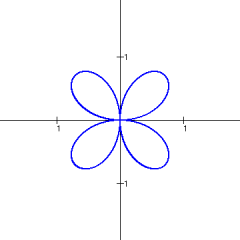
Quadrifoli girat.

(també conegut com a trèvol de quatre fulles)
és un tipus de rosa amb n=2. Té per equació polar:
{\displaystyle r=\cos(2\theta ),\,}
amb l'equació algebraica corresponent
{\displaystyle (x^{2}+y^{2})^{3}=(x^{2}-y^{2})^{2}.\,}
Girant-la 45°, es converteix en
{\displaystyle r=\sin(2\theta )\,}
amb l'equació algebraica corresponent
{\displaystyle (x^{2}+y^{2})^{3}=4x^{2}y^{2}.\,}
En qualsevol forma, és una corba algebraica plana del gènere zero.
La corba dual del quadrifoli és
{\displaystyle (x^{2}-y^{2})^{4}+837(x^{2}+y^{2})^{2}+108x^{2}y^{2}=16(x^{2}+7y^{2})(y^{2}+7x^{2})(x^{2}+y^{2})+729(x^{2}+y^{2}).\,}
L'àrea dins de la corba és {\displaystyle {\tfrac {1}{2}}\pi }, que és exactament la meitat de l'àrea del circumcercle del quadrifoli. La llargada de la corba és ca. 9.6884.